# Elysia oerstedii
Elysia oerstedii is een slakkensoort uit de familie van de Plakobranchidae. De wetenschappelijke naam van de soort is voor het eerst geldig gepubliceerd in 1859 door Mörch.